# Atletika na Letních olympijských hrách 1992 – skok vysoký ženy
Skok vysoký žen na Letních olympijských hrách 1992 se uskutečnil ve dnech 6. a 8. srpna na Olympijském stadionu v Barceloně. Zlatou medaili získala výkonem 202 cm německá výškařka Heike Henkelová, stříbro získala Alina Astafeiová z Rumunska a bronz Kubánka Ioamnet Quinterová.

## Výsledky finále
| Umístění         | jméno                | stát                   | 1,78 | 1,83 | 1,88 | 1,91 | 1,94 | 1,97 | 2,00 | 2,02 | 2,06 | Výkon   |
| ---------------- | -------------------- | ---------------------- | ---- | ---- | ---- | ---- | ---- | ---- | ---- | ---- | ---- | ------- |
| Zlatá medaile    | Heike Henkelová      | Německo                |      |      |      | O    |      | XXO  | O    | O    | XXX  | 2,02 cm |
| Stříbrná medaile | Alina Astafeiová     | Rumunsko               | O    | O    | O    | O    | O    | O    | O    | XXX  |      | 2,00 cm |
| Bronzová medaile | Ioamnet Quinterová   | Kuba                   | O    | -    | O    | O    | XO   | XO   | XX-  | X    |      | 1,97 cm |
| 4.               | Stefka Kostadinovová | Bulharsko              |      |      | O    | O    | O    | XXX  |      |      |      | 1,94 cm |
| 5.               | Sigrid Kirchmannová  | Rakousko               |      | O    | O    | XO   | O    | XXX  |      |      |      | 1,94 cm |
| 6.               | Silvia Costaová      | Kuba                   |      | O    | O    | XO   | XXOO | XXX  |      |      |      | 1,94 cm |
| 7.               | Megumi Sato          | Japonsko               | O    | O    | XO   | O    | XXX  |      |      |      |      | 1,91 cm |
| 8.               | Alison Inverarity    | Austrálie              |      | O    | XXO  | O    | XXX  |      |      |      |      | 1,91 cm |
| 9.               | Debbie Marti         | Velká Británie         | O    | O    | O    | XXO  | XXX  |      |      |      |      | 1,91 cm |
| 10.              | Donata Jancewiczová  | Polsko                 |      | O    | O    | XXX  |      |      |      |      |      | 1,88 cm |
| 11.              | Birgit Kählerová     | Německo                | O    | O    | XO   | XXX  |      |      |      |      |      | 1,88 cm |
| 11.              | Tanya Hughesová      | Spojené státy americké | O    | O    | XO   | XXX  |      |      |      |      |      | 1,88 cm |
| 13.              | Olga Turčaková       | Sjednocený tým         | O    | O    | XXX  |      |      |      |      |      |      | 1,83 cm |
| 13.              | Valentīna Gotovska   | Lotyšsko               | O    | O    | XXX  |      |      |      |      |      |      | 1,83 cm |
| 14.              | Britta Bilačová      | Slovinsko              | XO   | O    | XXXX |      |      |      |      |      |      | 1,83 cm |
| 15.              | Taťjana Ševčiková    | Sjednocený tým         |      | XO   | XXXX |      |      |      |      |      |      | 1,83 cm |